# Ряст середній
Ряст середній, ряст проміжний (Corydalis intermedia) — вид трав'янистих рослин родини макові (Papaveraceae), поширений у Європі.

## Опис
Багаторічна рослина 5–20 см заввишки. Бульба сферична. Стебла від висхідних до прямостійних. Листки чергуються, черешкові. Найнижчі стеблові листки лускаті, інші (1)2 листки трійчасті чи двотрійчасті, листки досить круглі. Приквітки цілокраї. Китиці майже головчасті, 2–6(8)-квіткові. Квітки дрібні, нечисленні, рожево-фіолетові. Віночок має лише 1 площину симетрії, ≈ 15 мм завдовжки; пелюсток 4, з яких дві внутрішні пелюстки частково поєднані. Чашолистків 2, скоро опадають. Тичинок 6 в 2 групах, кожен з 1 цілим і 2 половинчастими тичинками. Плід, що нагадує стручок, овально-ланцетна, плоска, коробочка довжиною 15–20 мм.

## Поширення
Поширений у Європі.
В Україні вид зростає в лісах — в Карпатах, Розточчі-Опіллі, Лісостепу. Декоративна.

## Галерея

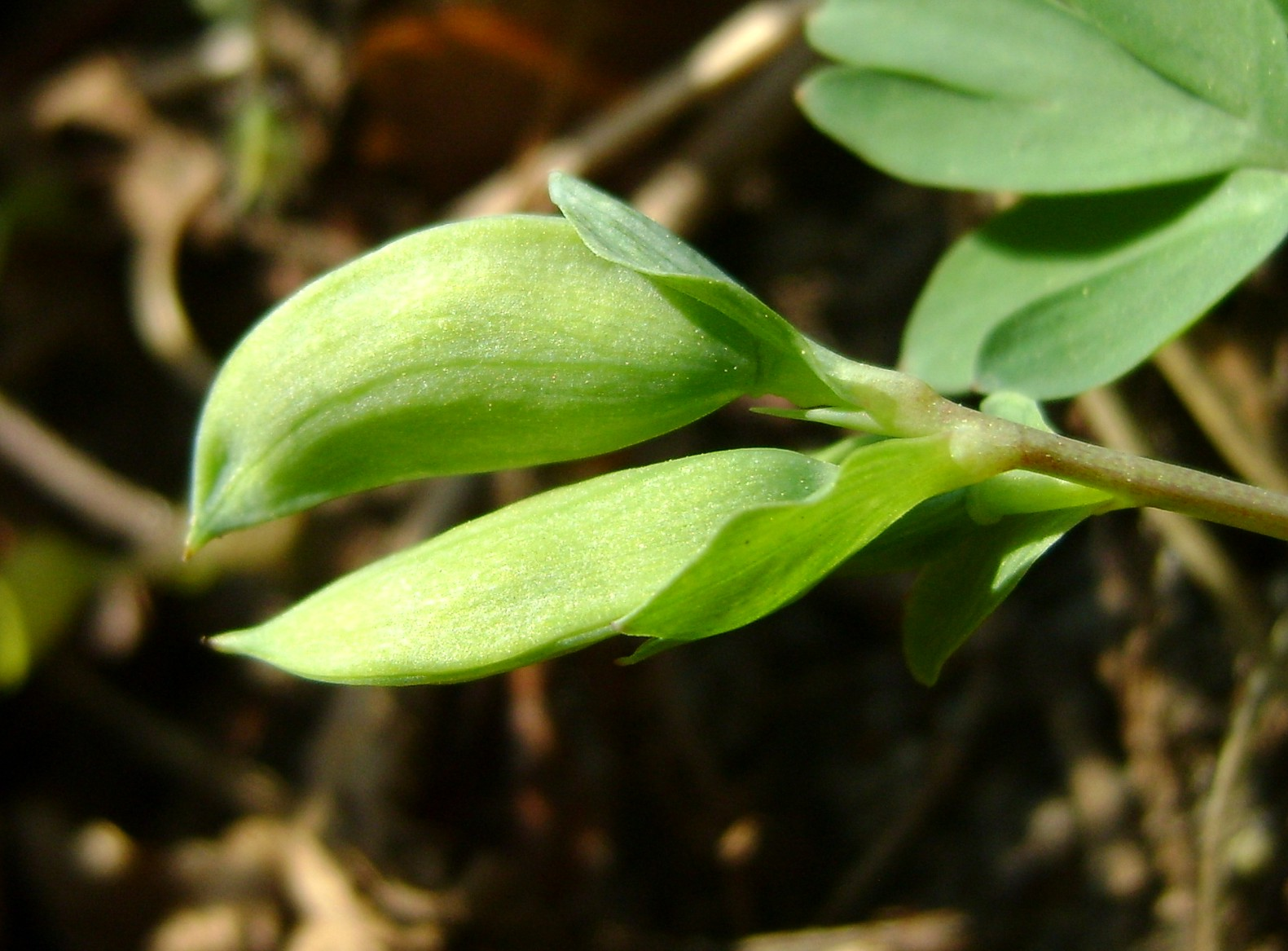
плоди
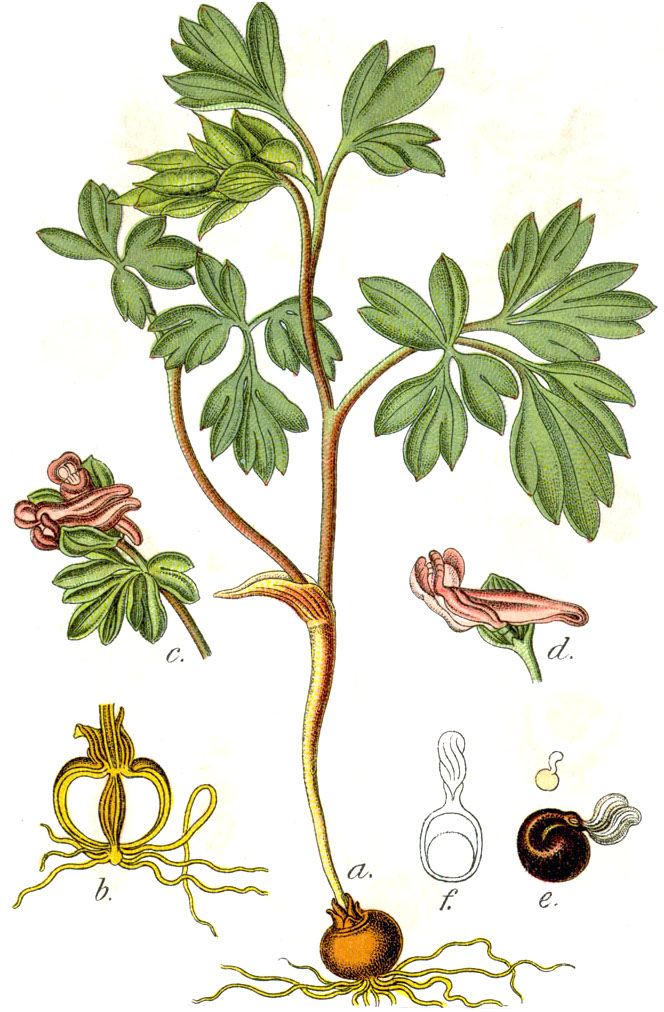
ілюстрація